# Keban Agung III
Keban Agung III is een bestuurslaag in het regentschap Bengkulu Selatan van de provincie Bengkulu, Indonesië. Keban Agung III telt 392 inwoners (volkstelling 2010).